# Soltero con hijas
Soltero con hijas é uma telenovela mexicana produzida por Juan Osorio para a Televisa e exibida pelo Las Estrellas de 28 de outubro de 2019 a 23 de fevereiro de  2020, substituindo Cita a ciegas e sendo substituída por Como tú no hay dos, às 20h30 p.m mx.
É protagonizada por Gabriel Soto e Vanessa Guzmán; antagonizada por Irina Baeva, Juan Vidal e pela primeira atriz Laura Flores. Tem atuações estelares de Mayrín Villanueva, Pablo Montero, René Strickler, Laura Vignatti; e os primeiros atores María Sorté e Carlos Mata.

## Sinopse
A vida jovem e solteira de Nico muda quando ele precisa cuidar de suas três sobrinhas recentemente órfãs. Ele recebe ajuda de sua vizinha Victoria e inesperadamente se apaixona por ela. Seu maior desafio é o pai da moça, que tenta terminar o relacionamento.

## Elenco
- Gabriel Soto - Nicolás "Nico" Contreras Alarcón[3][4]
- Vanessa Guzmán - Victoria Robles Navarro[5]
- Mayrín Villanueva - Gabriela García Pérez De del Paso[5]
- María Sorté - Úrsula Pérez Vda. de García
- Pablo Montero - Rodrigo Montero[5]
- René Strickler - Juventino "Juve" del Paso[6]
- Laura Flores - Alondra Ruvalcada Vda. de Paz[7]
- Carlos Mata - Capitán Efraín "El Coronel" Robles[8]
- Irina Baeva - Masha Simonova[9]
- Laura Vignatti - Ileana Barrios Sánchez[10]
- Bárbara Islas - Coral Palma del Mar
- Paty Díaz - Leona Lenteja
- Juan Vidal - Robertino "El Calamal" Rodríguez Rodríguez
- Santiago Zenteno - Padre Domingo García Pérez
- Mauricio Aspe - Mauricio Mijares[6]
- Lalo Palacios - Manuel "Manito" Gomiz
- Sebastián Poza - Juan Diego "Juandi" Barrios Sánchez / Juan Diego "Juandi" Rodríguez Barrios[10]
- Jason Romo - Hugo Montero Ríos
- Azul Guaita - Camila Paz Contreras[10]
- Ana Tena - Alexa Paz Contreras
- Charlotte Carter - Sofia Paz Contreras
- Ruy Rodrigo - Gustavo "Gustavito" del Paso García
- Manuel Arriaga - Samuel del Paso García
- Víctor González - Antonio Paz Ruvalcada
- Karla Gómez - Cristina Contreras Alarcón de Paz
- Eivaut Richten - Nikolai
- Yhoana Marell - Bárbara
- Mario Discua - Fabirú
- Paola Archer - Paulette
- Laureano Brizuela - Tato
- Moisés Zurman - Jaiba
- Eric Crum - Camarón
- Marcelo Bacerlo - Adrián
- Mónica Plehn - Natalia
- Mauricio Arriaga - Samuel
- Natasha Cubría - Marina Arenas
- Emir Pabón - Ele mesmo
- Juan Osorio - Ele mesmo
- Emilio Osorio - Ele mesmo
- Leticia Calderón - Carmina Ríos / Carmina Ríos de Montero

## Audiência
| Horário             | # Eps. | Estreia               | Estreia           | Final                   | Final           | Posição | Temporada | Classificação geral |
| Horário             | # Eps. | Data                  | Primeiro capítulo | Data                    | Último capítulo | Posição | Temporada | Classificação geral |
| ------------------- | ------ | --------------------- | ----------------- | ----------------------- | --------------- | ------- | --------- | ------------------- |
| Segunda—Sexta 20h30 | 86     | 28 de outubro de 2019 | 3.1               | 23 de fevereiro de 2020 | 3.9             | #1      | 2019      | 3.14                |

## Prêmios e Indicações

### TV Adicto Golden Awards 2019
| Categoria                     | Nomeados                                                                   | Resultado  |
| ----------------------------- | -------------------------------------------------------------------------- | ---------- |
| Melhor produção               | Juan Osorio                                                                | Ganhador   |
| Melhor telenovela de Televisa | Juan Osorio                                                                | Ganhador   |
| Melhor canção                 | «La playita» (Emilio Osorio) «Soltero» (Los Ángeles Azules y Luis Coronel) | Ganhadores |

### Premios TVyNovelas 2020
| Categoria                  | Nomeados                       | Resultados |
| -------------------------- | ------------------------------ | ---------- |
| Melhor telenovela          | Juan Osorio                    | Indicado   |
| Melhor atriz de telenovela | Vanessa Guzmán                 | Indicada   |
| Melhor ator de telenovela  | Gabriel Soto                   | Indicado   |
| Os favoritos do público    |                                |            |
| Tapa do ano                | Laura Vignatti a Irina Baeva   | Indicados  |
| A vilã mais bela           | Irina Baeva                    | Indicada   |
| O vilão mais belo          | Juan Vidal                     | Indicado   |
| O mais belo                | Gabriel Soto                   | Indicado   |
| O mais belo                | Pablo Montero                  | Indicado   |
| A mais bela                | Irina Baeva                    | Indicada   |
| A mais bela                | Laura Vignatti                 | Indicada   |
| Casal favorito             | Vanessa Guzmán e Gabriel Soto  | Indicados  |
| Casal favorito             | Laura Vignatti e Pablo Montero | Indicados  |
| O sorriso mais belo        | Gabriel Soto                   | Indicado   |
| O melhor final             | Juan Osorio                    | Indicado   |
| Melhor elenco              | Juan Osorio                    | Indicado   |